# Mere, Wiltshire
Mere är en småstad och civil parish i grevskapet Wiltshire i södra England. Staden ligger i enhetskommunen Wiltshire, cirka 33 kilometer väster om Salisbury. Tätorten (built-up area) hade 2 807 invånare vid folkräkningen år 2021. Mere nämndes i Domedagsboken (Domesday Book) år 1086, och kallades då Mera/Mere.